# ترموس ترموفیلوس
ترموس ترموفیلوس (Thermus thermophilus)، یک باکتری گرم-منفی است که در طیف وسیعی از کاربردهای بیوتکنولوژیکی، از جمله به‌عنوان یک ارگانیسم مدل برای دستکاری ژنتیکی، ژنومیک ساختاری و زیست‌شناسی سیستم‌ها استفاده می‌شود. این باکتری، بسیار گرمادوست است و دمای رشد مطلوب آن، حدود ۶۵ درجه سلسیوس (۱۴۹ درجه فارنهایت) است. این باکتری، در ابتدا از آب یک چاه گرمابی در یک چشمه آب‌گرم در ایزو، ژاپن جدا شد. همچنین مشخص شده‌است که این ارگانیسم در تجزیهٔ مواد آلی در مرحلهٔ ترموژنیک تهیهٔ کمپوست، مهم است. ترموفیلوس، به چندین سویه طبقه‌بندی می‌شود که سویه‌های HB8 و HB27 بیشترین استفاده را در محیط‌های آزمایشگاهی دارند. تجزیه و تحلیل ژنوم این سویه‌ها به‌طور مستقل در سال ۲۰۰۴ تکمیل شد.

## ویژگی‌ها
ترموس ترموفیلوس یک باکتری گرم-منفی با غشای خارجی است که از فسفولیپیدها و لیپوپلی‌ساکاریدها تشکیل شده‌است. این باکتری همچنین دارای یک لایهٔ نازک پپتیدوگلیکان (مورئین) است، در این لایه ۲۹ موروپپتید وجود دارد که بیش از ۸۵٪ از کل لایه مورئین را تشکیل می‌دهد. ترکیب و پل‌های متقابل پپتیدی موجود در این لایهٔ مورئین، مشابه باکتری‌های گرم-مثبت است، اما مقدار، درجهٔ پیوند متقابل و طول زنجیرهٔ گلیکان به این باکتری، خواص گرم-منفی می‌دهد.

## مکانیسم‌های بقا
ترموفیلوس در ابتدا در یک چاه گرمابی در ژاپن یافت شد. این باکتری را می‌توان در انواع محیط‌های زمین‌گرمایی یافت. این باکتری‌ها به سیستم ترمیم دی‌ان‌ای دقیق‌تری نیاز دارند، زیرا دی‌ان‌ای در دماهای بالا، ناپایدار می‌شود. محتوای GC (گوانین و سیتوزین) این باکتری حدود ۶۹ درصد است که به پایداری حرارتی ژنوم این باکتری کمک می‌کند.

## سویه‌ها
دو سویه پرکاربرد در محیط‌های آزمایشگاهی HB27 و HB8 هستند. سویه HB27 قادر به زندگی در محیط‌های هوازی یا بی‌هوازی است. ژنومی دارد که از یک کروموزوم اصلی (با طول ۱٫۸۹ میلیون باز) و همچنین یک مگاپلاسمید به‌نام pTT27 (با طول ۰٫۲۳ میلیون باز) تشکیل شده‌است. کروموزوم HB27 حاوی ۱۹۶۸ ژن کدکنندهٔ پروتئین است که ۲۰ درصد از این ژن‌ها، هیچ عملکرد شناخته‌شده‌ای ندارند. در حالی‌که مگاپلاسمید حاوی ۲۳۰ ژن کدکنندهٔ پروتئین است، حدود ۳۹ درصد از این ژن‌ها عملکرد شناخته‌شده‌ای ندارند.
سویه HB8 نیز یک ارگانیسم هوازی است و یک ارگانیسم مدل برای زیست‌شناسی سیستم‌ها است. این سویه، ژنومی متشکل از یک پلاسمید به نام pTT8 (با طول ۹٫۳ هزار باز)، که با یک کروموزوم (با طول ۱٫۸۵ میلیون باز) جفت شده‌است، و همچنین یک مگاپلاسمید، به‌نام pTT27 (با ۰٫۲۶ میلیون باز) دارد.

## کاربردها
این باکتری، در زمینه‌های بیوتکنولوژی صنعتی سودمند بوده‌است زیرا منبع عالی آنزیم‌ها و به‌طور خاص، ترموزیم‌ها است. یکی از این آنزیم‌ها، دی‌ان‌ای پلیمراز rTth است. این آنزیم، یک دی‌ان‌ای پلی‌مراز گرمادوست نوترکیب مقاوم در برابر حرارت است که از ترموس ترموفیلوس، مشتق شده‌است. این آنزیم، با فعالیت بهینه در ۷۰–۸۰ درجه سانتی‌گراد، در برخی از کاربردهای واکنش زنجیره‌ای پلیمراز استفاده می‌شود. این آنزیم دارای فعالیت رونوشت‌برداری معکوس کارآمد در حضور منگنز است. نشان داده شده‌است که این پلیمراز در برابر مهارکننده‌های دی‌ان‌ای پلیمراز موجود در نمونه‌های بالینی، مقاوم است، همچنین توانایی تشخیص آران‌ای در حضور مهارکننده‌ها را دارد.